# Ihme-Roloven
Das Dorf Ihme-Roloven ist ein südöstlich liegender Stadtteil der Stadt Ronnenberg bei Hannover in Niedersachsen.

## Geschichte

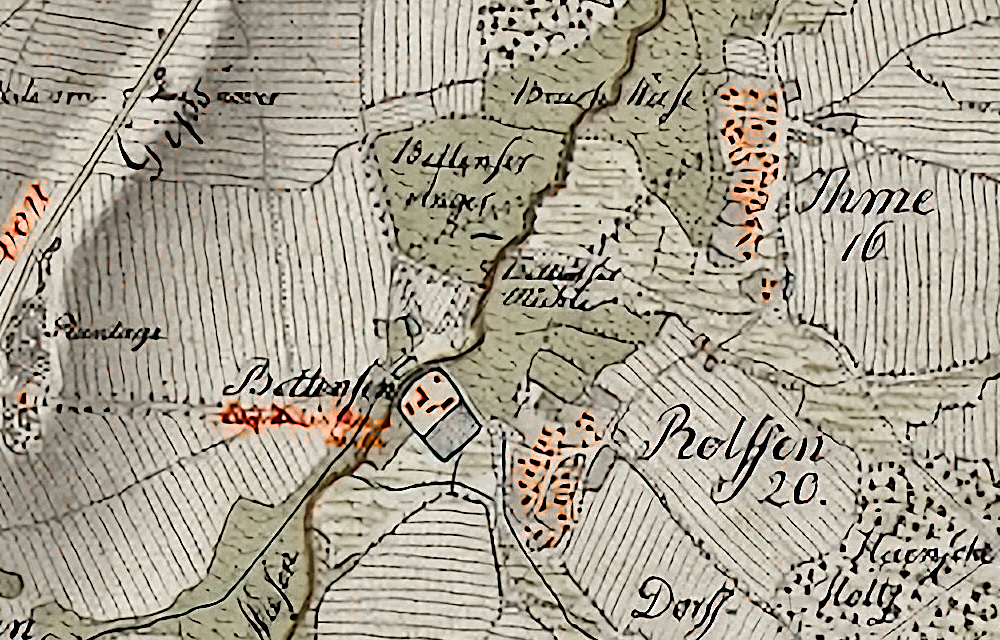
Ihme, Rolffen und Bettensen, ca. 1780. Kurhannoversche Landesaufnahme

Ihme trat erstmals 1091 in Erscheinung, als von einem „Herimanus de Imina“ die Rede war. In der Zeit nach 1124 wird eine Gerichtsstätte erwähnt, die am westlichen Ufer des Flusses Ihme gelegen war. Das bedeutet aber nicht, dass damit auch der Ort Ihme erwähnt ist. Jedenfalls entstammt der Name dem gleichnamigen Fluss. Ihme entwickelte sich zum Reihendorf, während Roloven zum Haufendorf wurde.
Viele Jahrhunderte lebten die Menschen in enger Nachbarschaft miteinander, getrennt durch einen kleinen Grenzgraben. Durch die unmittelbare Nähe zueinander wurde Kooperation notwendig. Ergebnis waren u. a. eine gemeinsame Schule und eine gemeinsame Kapelle am Grenzgraben. Die Schule wurde auf Ihmer, die Kapelle auf Rolovener Seite errichtet. In der Schule wurden die Kinder gemeinsam unterrichtet, während in der Kapelle die Ihmer auf der linken und die Rolovener auf der rechten Seite saßen. In der preußischen Landreform von 1928 wurden die beiden Orte und der Gutsbezirk des Ritterguts Bettensen zur Gemeinde "Ihme" zwangsvereinigt. Im Juni 1933 beschlossen sie einvernehmlich, sich wieder zu trennen, was aber amtlich nicht vollzogen wurde. 1961 wurde "Ihme" in "Ihme-Roloven" umbenannt. Am 1. März 1974 wurde Ihme-Roloven in die Gemeinde Ronnenberg eingegliedert, die am 12. Dezember 1975 die Stadtrechte erhielt.

## Politik
Der Ortsrat Ihme-Roloven besteht aus fünf Mitgliedern.
Davon entfallen drei Sitze auf die CDU und ein Sitz auf die SPD und ein Sitz auf Bündnis 90/Die Grünen.
Ortsbürgermeister ist Hans-Hermann Fricke (CDU), stellvertretende Ortsbürgermeisterin ist Jutta Urban (parteilos, über die SPD)

## Kultur und Sehenswürdigkeiten

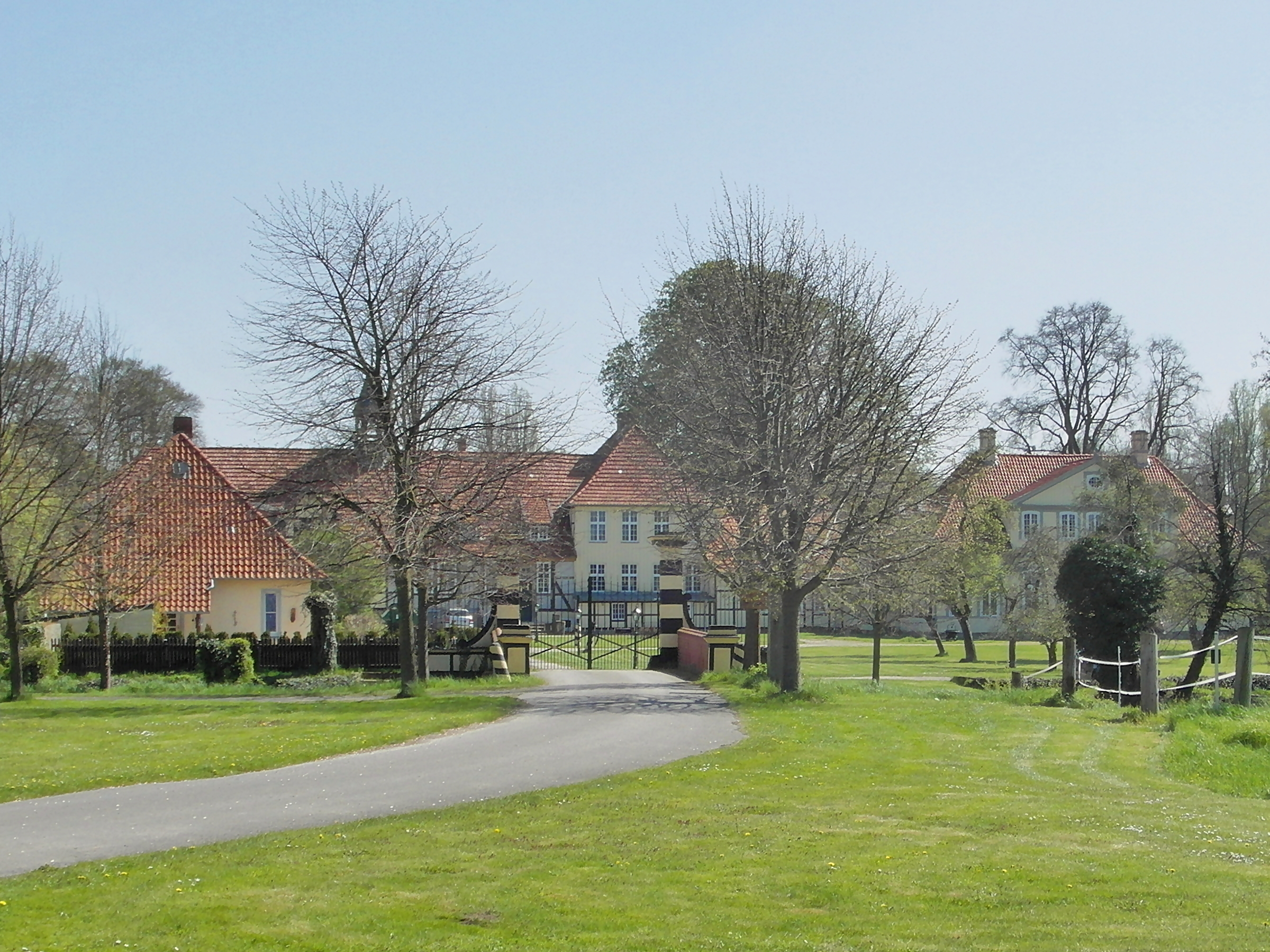
Rittergut Bettensen

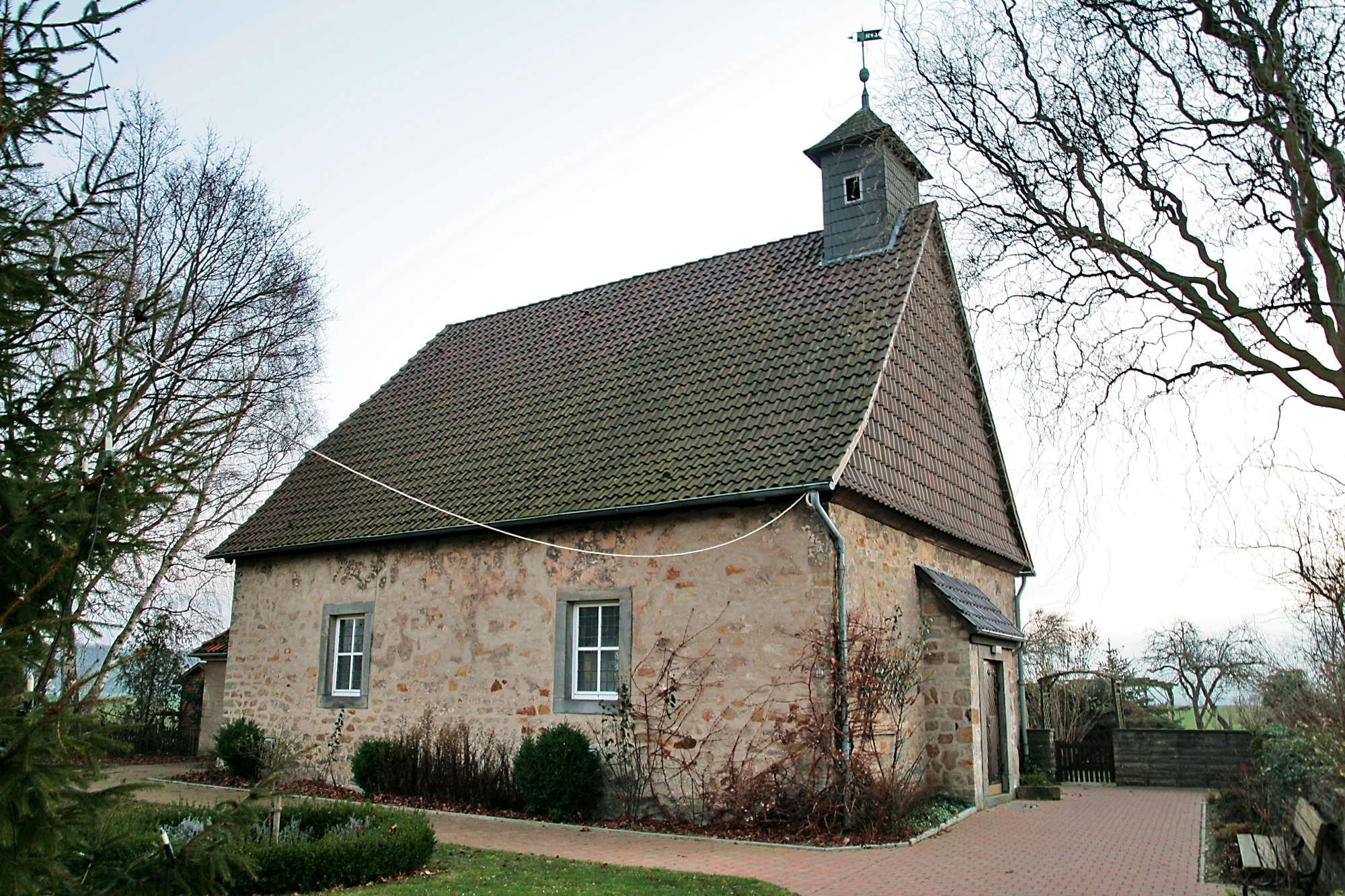
Kapelle Ihme-Roloven

Der Ort wurde beim Landeswettbewerb 2003/2004 als eines der schönsten Dörfer des Landes Niedersachsen ausgezeichnet. In der Nähe liegt das Waldgebiet „Bürgerholz“.
Das Rittergut Bettensen ist Baudenkmal und ein prägender Bestandteil des Dorfes. Erste Lehnsnehmer, urkundlich seit 1439, waren die Herren von Hahnensee (Hanenze, Hanensee). 1641 wurde Johann Eberhard von Steding mit Bettensen belehnt, 1665 Hieronymus von Grapendorff (Grappendorf), Geheimer Rat des Herzogs Georg Wilhelm und von 1667 bis 1671 Großvogt in Celle. Nach dem kinderlosen Tod seiner Söhne wurden 1712 die fünf Söhne des Otto Grote zu Schauen mit Bettensen belehnt, ab 1730 der einzig verbliebene Sohn Heinrich. 1753 folgte Georg Grote zu Wrestedt. 1764 erhielt Friedrich Otto von Münchhausen aufgrund einer „General-Lehens-Exspektanz“, die seinem 1762 verstorbenen Vater Philipp Adolph von Münchhausen 1749 erteilt worden war, die Belehnung. Er wurde 1797 von seinem Neffen Philipp Adolph Friedrich, Herr auf Steinburg, beerbt. Das Gut gehört noch heute den Freiherren von Münchhausen. Die von Heinrich Grote erbaute Anlage besteht aus dem 1715 erbauten alten Herrenhaus, heute „Winterhaus“ genannt, und dem 1733 errichteten „Sommerhaus“, einer Scheune von 1750 und den übrigen Hofgebäuden vom Ende des 18. Jahrhunderts, die unter Denkmalschutz stehen.
Auch die im Jahr 1745 fertiggestellte Kapelle (s. oben) ist ein Baudenkmal.

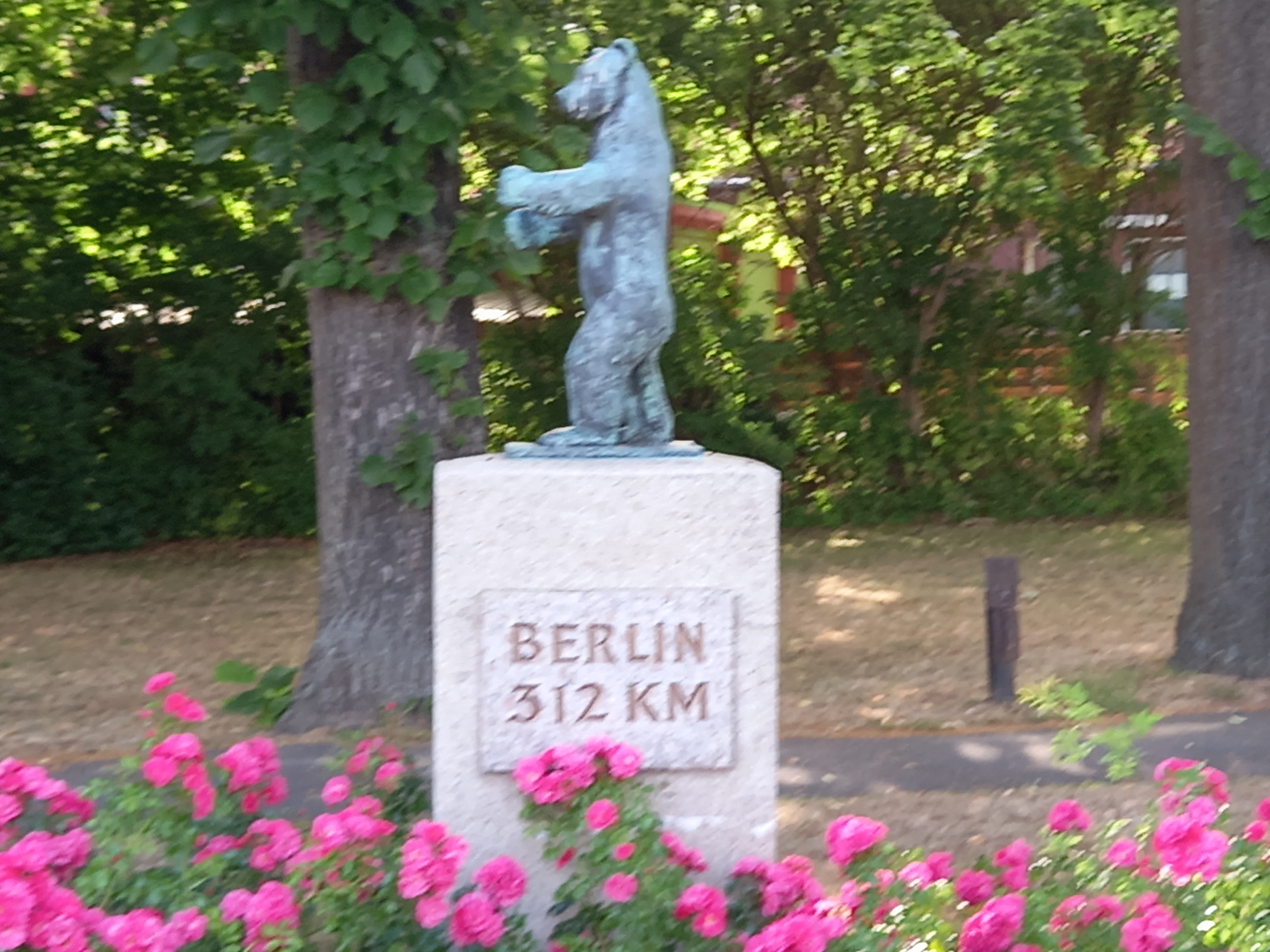
Platz am Berliner Bären mit Berliner Meilenstein, 2022

Der Berliner Meilenstein in der Mitte des Ortes, an der Straßenabzweigung nach Hiddestorf,  wurde im Dezember 1984 in die niedersächsische  Denkmalliste eingetragen.

### Baudenkmäler
Siehe Liste der Baudenkmale in Ihme-Roloven

## Wirtschaft und Infrastruktur
Eine Linie des Großraum-Verkehrs Hannover (GVH) bedient Ihme-Roloven und stellt Verbindungen mit der Kernstadt von Ronnenberg, umliegenden Orten und Hannover her.
In Weetzen und Empelde besteht eine Verbindung per S-Bahn Richtung Hannover beziehungsweise nach Haste oder Hameln.

## Partner- und Freundschaften
Ihme-Roloven unterhält seit 1972 freundschaftliche Beziehungen zu Rânes in Frankreich.